# Liggende majer
Liggende majer (Amaranthus deflexus) is een eenhuizige, vaste plant uit de amarantenfamilie en een pionier op zonnige, warme, open plekken op vrij droge, voedselrijke (vooral stikstofrijke), omgewerkte bodems.
Liggende majer lijkt op kleine majer, maar verschilt daarvan onder meer door een aan de top behaarde stengel (bij kleine majer is deze kaal) en bladen die de aan de top stomp zijn (bij kleine majer uitgerand of afgeknot). De kleine majer is een C4-plant, een plant die 's nachts kooldioxide vastlegt en daardoor overdag minder water verliest, sneller groeit en een uitgebreid wortelstelsel vormt. Ze profiteert van de opwarming van het klimaat.
De plant groeit tussen stoeptegels, tegen muren, aan de voet van bomen, op ruderale plekken, langs rivieren en op haventerreinen.

## In België en Nederland
Liggende majer is zeer zeldzaam in België en Nederland. Zij komt waarschijnlijk oorspronkelijk uit Zuid-Amerika. Liggende majer is een nieuwe stadsbewoner. Ze is vanaf het jaar 2000 ingeburgerd in het stedelijk gebied van de Lage Landen, in Nederland voor het eerst in Amsterdam. Liggende majer heeft zich sindsdien onder meer in Brussel, Haarlem en Wageningen op straat gevestigd.

## Kenmerken
- Hoogte: 0,45-0,90 m
- Bloemkleur: groen
- Type vrucht: eenzadig, openspringend
- Kleur van de vrucht: onopvallend
- Geslachtsverdeling: eenslachtig, eenhuizig

... · 
A. albus (Witte amarant) · 
A. blitoides (Nerfamarant) · 
A. blitum (Kleine majer) · 
A. caudatus (Kattenstaartamarant) · 
A. deflexus (Liggende majer) · 
A. graecizans (Afrikaanse amarant) · 
A. hybridus · 
A. hybridus subsp. bouchonii (Franse amarant) · 
A. hybridus subsp. hybridus (Basterdamarant) · 
A. hypochondriacus · 
A. palmeri (Tweehuizige amarant) · 
A. retroflexus (Papegaaienkruid) · 
A. rudis (Oeveramarant) · 
A. standleyanus (Argentijnse amarant) · 
...